# Жаворонков Олександр Олександрович
Олександр Олександрович Жаворонков (англ. Alex Zhavoronkov) — вчений, який працює в галузі біотехнологій, регенеративної медицини та економіки старіння. Він є директором Biogerontology Research Foundation, аналітичного центру з Великої Британії, що займається вивченням проблем старіння. Також він очолює International Aging Research Portfolio, репозиторій біомедичних грантів у відкритому доступі та є співзасновником Першого онкологічного науково-консультаційниого центру. Олександр Жаворонков завідує лабораторією біоінформатики Федерального науково-клінічного центру дитячої гематології, онкології та імунології Міністерства охорони здоров’я Російської Федерації, а також є запрошеним професором Московського фізико-технічного інституту.

## Освіта
Жаворонков має два бакалаврських ступеня від університету Квінз, з інформатики та торгівлі. Також він має диплом магістра біотехнології університету Джонса Гопкінса та ступінь кандидата фізико-математичних наук Московського державного університету імені Ломоносова.

## Кар’єра
Олександр Жаворонков є співзасновником та СЕО компанії Insilico Medicine, що займається розробкою лікарських засобів від раку та старіння та розташована у Центрі новітніх технологій університету Джонса Гопкінса.

## Публікації
Жаворонков є автором та співавтором більш як п’ятдесяти наукових робіт. Також його статті про старіння та довголіття друкувалися у популярній пресі, зокрема The Huffington Post, Financial Times Pensions Expert, Next Avenue, New Scientist та «Известия».
Він володіє американським патентом на використання нейрокомп'ютерних інтерфейсів для розпізнавання уявних образів.

## Книги
- Zhavoronkov, Alex (2013). The Ageless Generation: How Advances in Biomedicine Will Transform the Global Economy. Macmillan. ISBN 978-0230342200.

На книгу звернули увагу провідні популярні та бізнес-медіа, зокрема Bloomberg Businessweek, CBS та онлайн-радіостанції. Книга перекладена польською мовою.
- Zhavoronkov, Alex (2012), Dating A.I.: A guide to falling in love with Artificial Intelligence, RE/Search, ISBN 978-1889307350